# Ron Stallworth
Ron Stallworth (Chicago, 18 de junho de 1953) é um ex-policial americano, que trabalhou disfarçado e infiltrado no Ku Klux Klan no final dos anos 70 em Colorado Springs. Também foi o primeiro policial negro na policia de Colorado Springs.

## Biografia
Nascido em Chicago, Ron foi criado em El Paso, no Texas, após sua mãe ter se mudado para lá. Ron se formou na escola "Austin High School" em 1971, onde ele era líder de torcida, membro do conselho estudantil, e também foi votado como estudante mais popular.
No verão de 1972, sua família se mudou para Colorado Springs, onde ele se interessou por entrar na polícia.[carece de fontes?]

## Carreira policial
Quando Ron iniciou seu trabalho na polícia em 1972, ele queria ser um policial disfarçado. Seu primeiro trabalho veio quando Stokely Carmichael foi convidado a discursar em uma balada para negros em Colorado. Pediram para que Ron fosse disfarçado para observar o discurso, trabalho no qual ele aceitou fazer. Como consequência de seu bom trabalho, foi designado a trabalhar na seção de inteligência de seu departamento.[carece de fontes?]

## Infiltração na KKK
Em 1979, Ron notou um anúncio no jornal local que procurava por membros para começar um novo capítulo da KKK em Colorado Springs. Ron ligou para o número listado, e fingiu ser um homem branco e racista que odiava "negros, judeus, mexicanos e asiáticos". Durante a conversa, ele descobriu que o homem que queria um novo capítulo da KKK era um soldado perto de Fort Carson. Ron marcou um encontro com o homem em um bar local e mandou um homem branco da narcóticos para se passar por ele e gravar toda a conversa.
O disfarce foi um sucesso, e Ron continuou fingindo ser um membro da KKK por mais 9 meses, geralmente conversando por telefone com outros membros, e mandando um policial branco em seu lugar quando ele precisasse se encontrar cara a cara com outros membros. Certa vez, Ron falou por telefone com David Duke, que na época era líder da KKK, para questionar sobre seu cartão de membro da seita, que ainda não havia chegado. David assegurou que o cartão de Ron fosse feito e entregue o mais rápido possível.

## Após a investigação
Após a investigação sobre a KKK ser fechada, Ron manteve tudo em segredo e não contou a ninguém sobre seu disfarce. Ele foi transferido para o departamento de segurança pública de Utah, onde trabalhou como investigador por 20 anos, até se aposentar em 2005.[carece de fontes?]
Em janeiro de 2006, ele deu uma entrevista para um jornal de Salt Lake ("Deseret News of Salt Lake City"), no qual relatou todos os detalhes de sua infiltração e disfarce na KKK. Ele divulgou que a investigação revelou diversos membros que eram soldados ativos do exército dos Estados Unidos, incluindo dois da NORAD que controlavam gatilhos para armas nucleares. Os dois foram resignados. Ron contou que eles foram mandados para "algum lugar como o Polo norte ou Groenlândia".
Em 2014, Ron publicou o livro "Black Klansman", que relatava sua experiência como investigador da KKK.
Em 2018 foi lançado o filme Infiltrado na Klan, dirigido por Spike Lee, baseado no livro de Ron. O filme traz John David Washington interpretando Ron.